# Lemi Ponifasio
Salā Lemi Ponifasio, Samoa, Nueva Zelanda, coreógrafo, bailarín, director de escena, diseñador y artista. En 1995 fundó MAU en Auckland, Nueva Zelanda, trabajando con las comunidades y artistas de todo el mundo. MAU es una palabra samoana que significa una declaración a la verdad de un asunto.
Trabajos más recientes de Lemi Ponifasio incluyen Lagimoana (2015) para la Exposición de Artes Visuales 56.ª Bienal de Venecia; Apocalypsis (2015), con música de R. Murray Schafer en el Festival de Luminato, Toronto; I AM: Mapuche (2015) y la ceremonia de Memories (2016) con MAU Mapuche el pueblo indígena de Chile; y I AM (2014) para el 100 aniversario de WW1, que se estrenó en el Festival de Aviñón seguido por temporadas en lugares tales como el Festival Internacional de Edimburgo y la Trienal del Ruhr, Alemania. Sus otras creaciones incluyen  The Crimson House (2014) sondeando la naturaleza del poder y un mundo que ve todo y no se olvida; Stones In Her Mouth (2013), un trabajo con las mujeres maoríes como transmisoras de una fuerza de vida a través de la oratoria y cantos antiguos; la ópera Prometeo (2012) de Carl Orff para la Ruhrtriennale; Le Savali: Berlín (2011) confrontando la ciudad imperial de Berlín, con sus propias comunidades de familias inmigrantes en busca de pertenencia y constreñidos por la amenaza de la deportación; Birds With Skymirrors (2010) en respuesta a la desaparición de Islas del Pacífico, patria de la mayoría de sus intérpretaciones y devastada por el cambio climático; y Tempest: Without A Body (2008) concerniente con el poder y el terror y el uso ilegal del poder estatal después del 9/11.